# Campionato italiano a squadre di calcio da tavolo 2014
Il Campionato italiano a squadre di calcio da tavolo del 2014 si è svolto a San Benedetto del Tronto, sia il girone di andata che di ritorno.

## Risultati

### Classifica Finale
|  | Classifica Finale 2014 | P  |
|  | ---------------------- | -- |
|  | Eagles Napoli          | 47 |
|  | F.lli Bari R.E.        | 41 |
|  | Black and Blue Pisa    | 38 |
|  | Fiamme Azzurre Roma    | 26 |
|  | Perugia                | 21 |
|  | Pierce 14 Monf.to      | 21 |
|  | CCT Roma               | 20 |
|  | Stella Artois Mi       | 14 |
|  | Bologna Tigers         | 14 |
|  | Warriors Torino        | 10 |

## Formazione della Squadra Campione D'Italia
| Bolognino Massimo   |
| Mettivieri Antonio  |
| Nastasi Massimilano |
| Di Vito Luigi       |
| Di Vito Marco       |
| Targui Sami         |
| ------------------- |